# Toni Gardemeister
Toni Gardemeister (Kouvola, 31 de Março de 1975) é um piloto de ralis finlandês. Está presente no Campeonato Mundial de Rali (WRC). Na temporada de 2005 conduziu um Ford pela equipa M-Sport.

## Carreira
Desde o princípio da sua carreira que tem demonstrado ser um piloto com futuro. Ganhou o título de F2 Finlandesa em 1997 ao volante de um Nissan Sunny, e mais tarde em 1998 conduziu um Seat Ibiza. Foi Campeão do Mundo dessa categoria em 2000, ao volante de um SEAT Córdoba, tendo como co-piloto o ex-campeão do mundo Didier Auriol.
Com os desempenhos que teve com a Seat, na temporada  de 2001 e para o WRC chegaram uma mão cheia de equipas privadas com o interesse em contratá-lo, entre elas a Peugeot com o seu Peugeot 206 WRC, com Gardemeister a marcar pontos no Rali de Monte Carlo e no Rali da Suécia. Os seus desempenhos atrairam as atenções da Skoda que acabou por ir para a equipa Checa. Conduziu um Skoda Octavia na temporada de 2002 e 2003, fazendo equipa com Didier Auriol, bem como um Skoda Fabia na temporada de 2004.

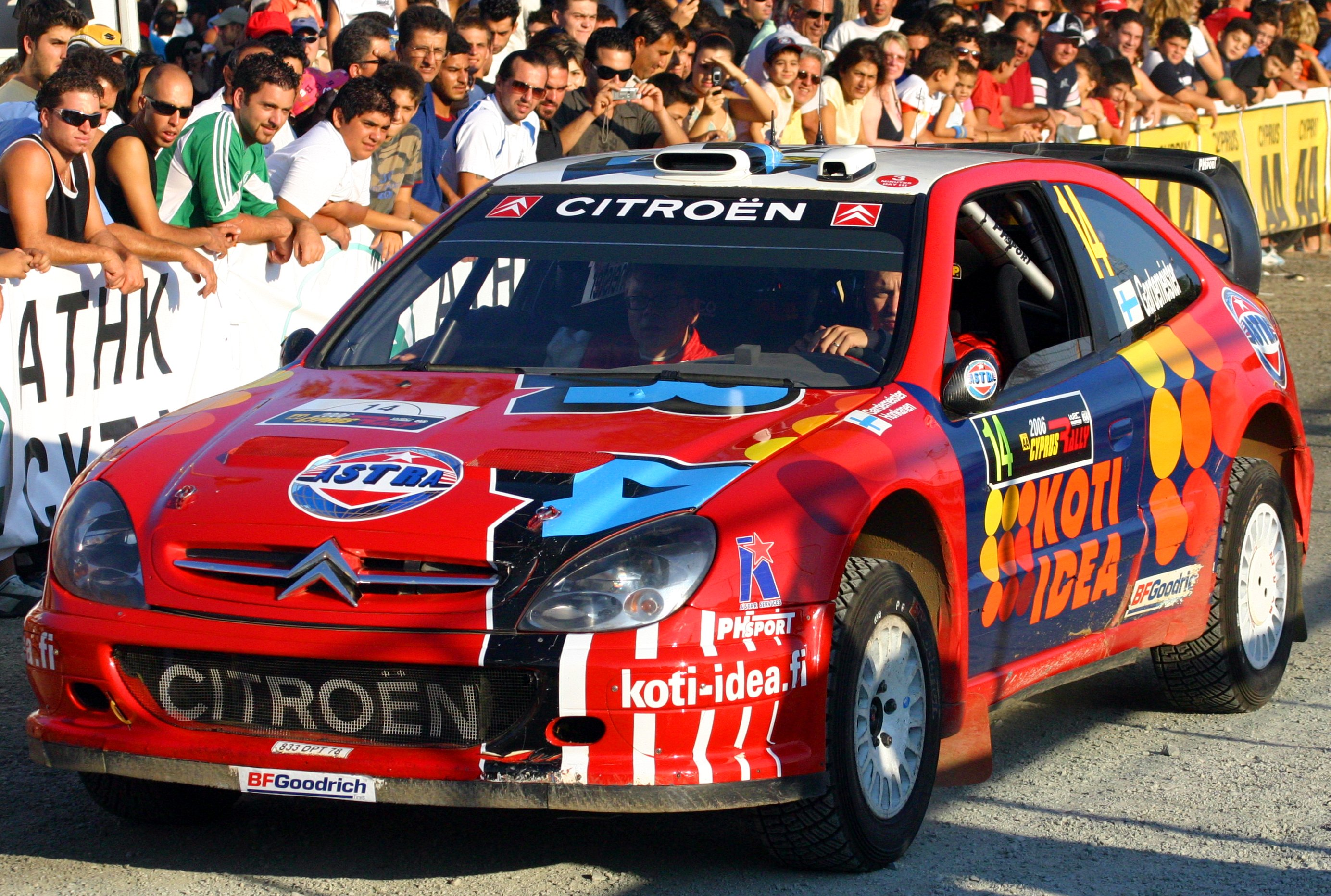
Gardemeister no Citroën Xsara WRC em 2006 no Rali do Chipre.

Toni obteve algum sucesso no WRC. Bons desempenhos incluindo um 3º lugar no Rali da Nova Zelândia em 1999 e um 4º lugar em 2000 no Rali de Monte Carlo, ambos ao volante de um Seat. Impressionou os responsáveis da Ford na temporada de 2005 conseguindo diversos podiums. Foi 2º no Rali de Monte Carlo e logo na sua estreia e um 3º lugar no Rali da Suécia, um mês depois de ter conseguido um 2º lugar no Rali da Acrópole, na primavera desse ano.
Terminando novamente em 2º lugar no Rali da Córsega e só atrás do francês Sebastien Loeb, ajudaram Toni a garantir um lugar na equipa para a temporada de 2006. Contudo, e já com um contrato assinado Marcus Grönholm seria o lider da Ford, juntamente com Mikko Hirvonen que seria o segundo piloto official, desta forma Toni teria de arranjar uma outra equipa para competir.
Competindo pela equipa Astra Racing num Peugeot 307 WRC, tinha como co-piloto Jakke Honkanen, acabando em 3º lugar no Rali de Monte Carlo, na primeira corrida da temporada de 2006.

## Galeria

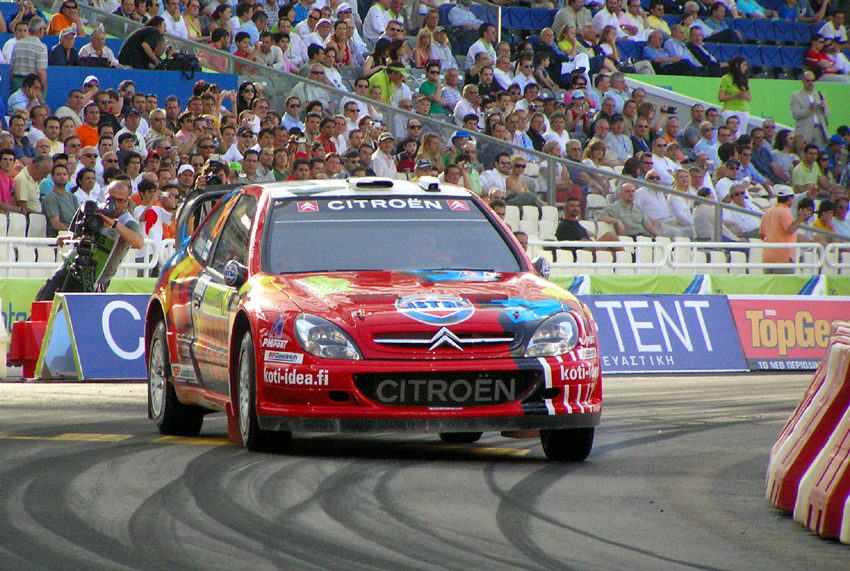
Rali da Acrópole em 2006 com o Citroën Xsara WRC
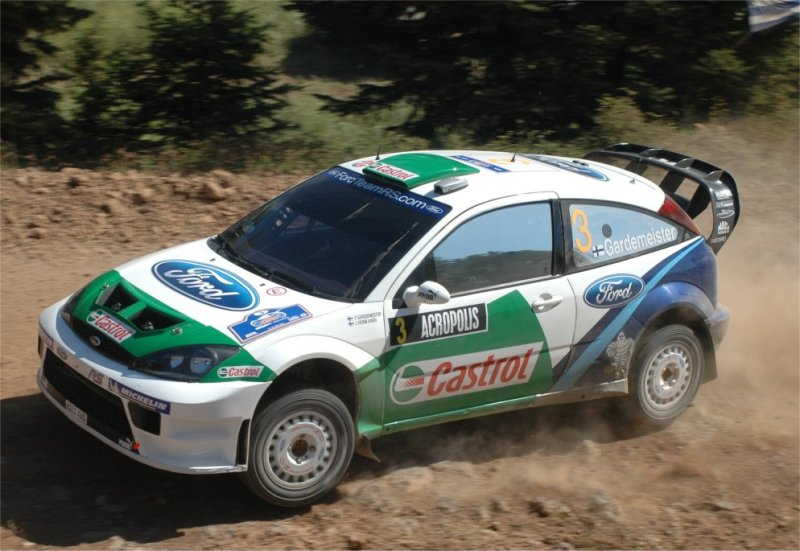
Rali da Acrópole em 2005 com o Ford Focus WRC